# Namiq Həsənov
Namiq Həsənov (20 ottobre 1979) è un ex calciatore azero, di ruolo centrocampista.

## Carriera

### Nazionale
Ha collezionato cinque presenze con la propria Nazionale.